# Romance navarro
El romance navarro es una de las lenguas iberorromances extintas, que fue usada durante los siglos X al XVII en el reino de Navarra. Además del uso del latín medieval, presente como fenómeno general en toda Europa occidental, y del occitano, más esporádicamente, «en romance navarro está escrita la práctica totalidad de la documentación medieval navarra, pública y privada.»
Según afirman lingüistas, este dialecto románico, «tanto por su nacimiento en un medio geográfico sustentador de la lengua vasca como por su coexistencia secular con ésta, el origen y desarrollo del navarro ofrece problemas y características peculiares en la historia de la lingüística española.» A pesar del volumen de «textos legales y cronísticos del romance navarro» hasta comienzos del siglo XX se ha considerado «que estaban compuestos en castellano o en provenzal o en una mezcla de ambos».

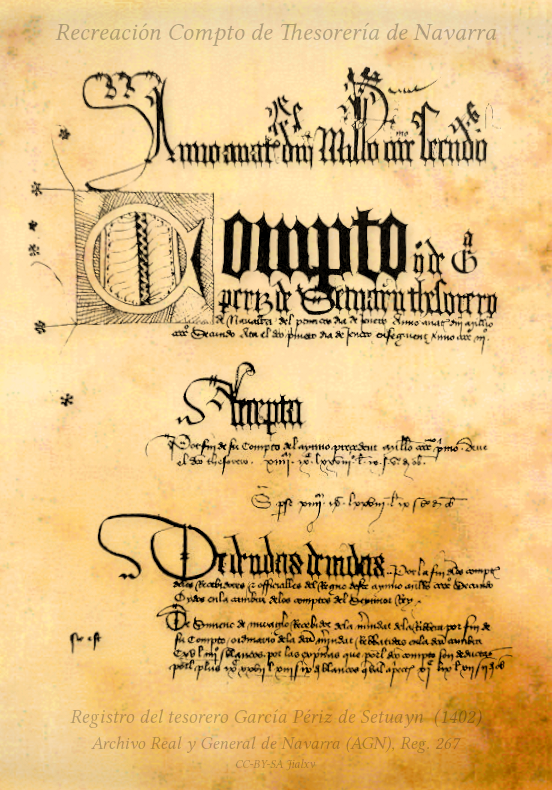
Registro de tesorería en la Cámara de Comptos de Navarra de 1402 (AGN, Comptos Reg. 267)

El romance navarro está, al parecer incluido, sin mayor razón que lo justifique, en esa familia de hechos raros y curiosos cuyo conocimiento es patrimonio exclusivo de un corto grupo de iniciados. No es mucho más popular que el cario, con la diferencia en contra de que la inmensa mayoría evitaría pronunciarse sobre la existencia de éste, mientras que muchos excluirían, sin pensarlo mucho, un romance navarro-aragonés del mundo de la realidad.
Luis Michelena, Notas sobre las lenguas de la Navarra medieval, 1971

## Contexto filológico
Ricardo Cierbide resume en 1980 el hecho de que «a lo largo de los siglos, especialmente desde fines del s. XV, navarros y no navarros mostraron ignorancia del hecho lingüístico de la existencia del romance navarro y lo consideraron pura y simplemente como castellano.» Estas posturas han perdurado hasta 1970, con puntuales salvedades.
En su obra sobre la literatura navarra, el catedrático de literatura de la Universidad de Navarra, Carlos Mata Induráin, decía que el romance navarro «es el dialecto romance derivado del latín en territorio navarro, tradicionalmente estudiado en conjunto con el aragonés —navarro-aragonés—, aunque con rasgos lingüísticos propios que permiten diferenciarlo, según demostraron los estudios de Fernando González Ollé y Carmen Saralegui», además de Ricardo Cierbide, entre otros. Recalca también este autor que «el romance navarro fue la lengua oficial de la Corte navarra, ya que facilitaba los contactos con los otros reinos cristianos».

### Heterogeneidad lingüística medieval
El mismo filólogo navarro afirma:

Diversos autores coinciden en afirmar que el territorio poblado por las tribus vascas en la época anterior a la romanización estaba lejos de ser unilingüe. (...)

En otras palabras, que la lengua vasca no ha llegado a ser en tiempos históricos el medio de expresión total de la vida del pueblo vasco. Incluso dentro de la Vasconia tradicional, áreas alavesas, navarras y vizcaínas parecen estar totalmente romanizadas, cuando hacia el s. X la documentación empieza a hacerse abundante.

Dentro de esta misma zona, cruzada en algunas partes por caminos muy frecuentados, el bilingüismo ha debido estar, por necesidad, siempre bastante extendido, aunque con intensidad muy variable.

El vasco era la lengua de la intimidad familiar y de las relaciones privadas y no intentó competir, sino en muy escasa medida, con el latín y luego con el romance en la vida pública. Cuando se llegaba a dar constancia por escrito de los actos públicos de cualquier orden era dejado de lado.
Ricardo Cierbide, En torno a la problemática lingüística en la Navarra medieval (El romance navarro), 1980.

También de forma análoga se expresa Fernando González Ollé cuando señala que:

«Frente a una población mayoritaria rural, formada de labradores y pastores o artesanos y servidores en las villas de habla vasca, analfabeta, existía un estamento minoritario, dirigente, romanizado urbano (inicialmente al menos, sería preferible decir palaciano y cenobial) de nobleza y clerecía (en el sentido medieval de este último término) y, en menos grado, militares subalternos y comerciantes bilingües, cuyos modelos culturales —la escritura entre ellos— eran de origen latino»
Fernando González Ollé, Vascuence y romance en la Historia lingüística de Navarra, 1970

### El nacimiento y eclosión del romance: la romanización como base
Según afirma González Ollé, el nacimiento del romance navarro, con excepción de la Ribera de Navarra, «ocurre en un medio vascohablante» donde se desarrolla «y, a través de él y a su costa, se difunde social y territorialmente.» Esta «situación primigenia» es «común con el castellano, al menos en parte, según el alcance que cada cual otorgue, respecto a éste, al sustrato vascónico, indubitable para el caso de Navarra, donde la convivencia personal ordinaria —no ya la estricta de adstrato— se ha mantenido hasta el presente (en muy variable grado, según las épocas y zonas).»
Esta génesis «precisa contar con la conjunción de varios factores»:
- La romanización de gran parte del actual territorio conocido como Navarra con una «extensión horizontal e intensidad vertical pública» cada vez mayores a tenor de las aportaciones que realizan regularmente la arqueología y la onomástica.[11]
- Por el papel desempeñado, «los vascones, según las fuentes escritas, constituyen un elemento de apoyo para la conquista romana» favoreciendo esta labor cooperativa en factor motivador de las crecientes fundaciones sobre el territorio convertido «en el lugar de paso de las tropas romanas que participan en las luchas contra los cántabros y astures.»[12]
- El despliegue de la red viaria de calzadas romanas por este territorio, tanto de vías principales (entre Burdeos y Astorga o entre Tarragona y Astorga) como de otras más secundarias (entre Pamplona y Zaragoza por Santacara, o entre Gallipienzo y Eslava hasta Olite y Cascante) favorece la proliferación de mansiones al pie de las mismas.[12]

Es bastante pausible y posible que, tras la desaparición de la autoridad romana, se hubiera producido una recuperación del espacio de los vascones durante la etapa final del Imperio romano. Sin embargo, este proceso se vería frenado, e incluso revertido paulatinamente, con la formación de las lenguas iberorromances que posiblemente tuvieron diversos focos iniciales en su génesis.
Uno de tales focos se podría localizar en el espacio bañado por el curso medio del río Aragón, entre Tiermas y Gallipienzo, así como por el río Onsella (Valdonsella), una región posteriormente disputada por aragoneses y pamploneses donde se verifica el nacimiento, primero, del reino de Pamplona, a la par que el condado de Aragón que, más tarde, se convertirá en reino, compartiendo incluso los ocupantes del trono, pero con una expansión superior en terreno y tiempo al anterior hasta finales de la Edad Media. En aquellas primeras etapas hay constancia documental del surgimiento de Sancho Garcés I (905-925) en los aledaños de la Sierra de Leire.

### Navarro, aragonés y riojano: rompiendo viejos postulados
A principios del siglo XX se ha vinculado con el aragonés, llamando a ambos el idioma navarroaragonés, aunque con una clara imprecisión ya que faltaban estudios comparativos serios y equilibrados, habiendo una abundante bibliografía sobre «los textos antiguos y hablas modernas de Aragón» que no tenía apenas contrapartida «con sus congéneres de Navarra». La autoridad de Ramón Menéndez Pidal en esta materia asentó el compuesto navarroaragonés, secundado, sin mayor estudio, por otros autores, dando por supuesta la falta de una diferenciación sustancial entre el navarro y el aragonés, incluso el riojano y alcanzando «el rango de doctrina de general aceptación» que eran simples denominaciones de una misma lengua, pero sin que se pueda afirmar «cómo se ha procedido para afirmar esa identidad» ante la carencia «de un proceso regular de estudios previos» que coadyuvarán a tal afirmación.
Por el contrario, durante el último tercio del siglo XX se perciben iniciales esfuerzos para paliar «esta perpectiva, tan desoladora, del estado de conocimiento del romance navarro» con la tesis doctoral de Ricardo Cierbide, Romance navarro antiguo: (siglos X al XV : estudio realizado sobre documentos originales), presentada en la Universidad Complutense de Madrid en 1970, y con el extenso artículo de Fernando González Ollé, El romance navarro, cuyo objetivo era demostrar «la existencia de una lengua románica propia en este territorio.» Ambos hechos resultaron determinantes en el cambio de rumbo en esta materia en las siguientes décadas.
Tempranamente (1975) tenemos la tesis doctoral, promovida desde la Cátedra de Gramática Histórica de la Universidad de Zaragoza, sobre "El romance navarro en los manuscritos del fuero antiguo del Fuero General de Navarra" donde la autora, María Ángeles Líbano Zumalacárregui, (luego catedrática de Lengua Española en la Universidad del País Vasco) colaboró con esta aportación a la edición crítica del llamado Fuero Antiguo que acabó integrado en el Fuero General de Navarra iniciado en el Departamento de Historia Medieval de aquella universidad. Con su investigación se aportan numerosas grafías y elementos fonéticos, morfológicos y sintácticos que caracterizan al romance navarro empleado en su redacción.
En 1993 se presenta la tesis doctoral Carmela Pérez-Salazar Resano publicó su tesis en 1995 sobre El romance navarro en documentos reales del siglo XIV (1322-1349), un estudio lingüístico de una colección documental diplomática, con unos 300 documentos reales escritos en latín, en romance navarro y francés antiguo, para demostrar «que el desarrollo de este romance hacia las soluciones castellanas se debió más a evolución propia que a castellanización.» En 1995, en la misma línea, Cristina Tabernero Sala presentó su investigación sobre La configuración del vocabulario en el romance navarro: estudio sobre documentos reales de los siglos XIII y XIV, donde «la autora defiende la identidad léxica propia del romance navarro durante la Edad Media, a la vez que profundiza en las relaciones léxicas de este romance con el aragonés, el francés y el occitano.»
Por último, un año después (1996), Manuel Alvar publicó su Manual de dialectología hispánica: El español de España donde «por primera vez en un manual de dialectología tiene entrada el navarro.» Fue escrito por Fernando González Ollé, que procede a justificar «la precaria atención merecida» que «suele situarse bajo navarroaragonés o navarro-aragonés» aunque sin merecer atención propia alguna mientras, por el contrario, existen «otros casos de individualización dialectológica» derivadas «de la existencia de divisiones políticas medievales o por su continuación como regiones tradicionales o administrativas». También en el mismo libro, separado, antecede también el capítulo sobre el Aragonés firmado por el propio Manuel Alvar.

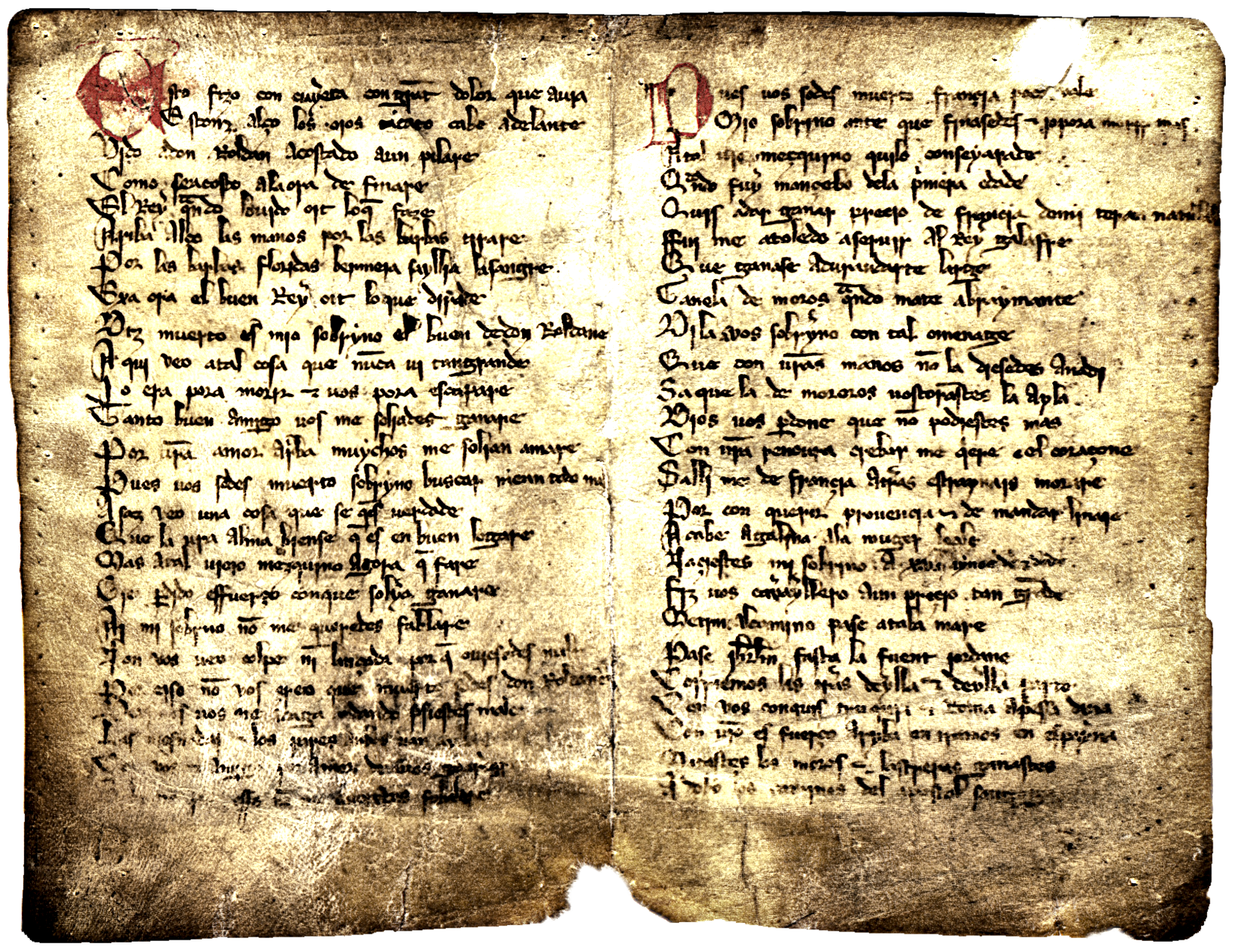
Cantar de Roncesvalles (ff. 1v-2r) en romance navarro (Archivo Real y General de Navarra)

## Contexto histórico
El texto más antiguo conocido en romance navarro parece ser la concesión del Fuero de Jaca en 1171 a los habitantes del Pueyo de Castillón de Sangüesa por parte de Sancho el Sabio: 

esta población fago a pró, é a salvamiento de mio regno, en el Puyo de Castillón sobre Sangüesa, é del Puyo é de los otros logares que lis ei dado por términos. E dó, a mios pobladores de Castillon, franqueza que qoal se quisiere mercadería, trayan en todo mi regno, non den peage ni en tierra ni en mar. E dolis franqueza que lures ganados pascan é vayan por todo mi regno, foras en los vedados de los caballos.

La demografía lingüística histórica considera que, al margen de la utilización en las ciudades de la Navarra medieval de idiomas como el gascón, el castellano o el provenzal, durante la Baja Edad Media el romance navarro se hablaba más intensamente al sur de los valles de los ríos Ega, Arga y Aragón. 
Con la llegada al trono de Navarra de las primeras dinastías francesas parece convertirse el idioma en una cuestión "nacional" (frente a los extraños que comienzan a ser constantes en la corte navarra) promoviéndose un progresivo uso, en detrimento del latín, en la documentación oficial. Sería el romance navarro la lengua que, a partir del siglo XIII y especialmente del XIV sería predominante en la corte y en la cancillería real, y en la que estarían escritos una gran parte de la documentación de la realeza navarra. En 1255, durante el homenaje de fidelidad prestado a Teobaldo II, varios señores navarros se comprometían a respestar a la «vuestra gent de la lengua francessa e de otra lengua qualquier que en vuestro servicio sea». El lenguaje, o su desconocimiento, era requisito determinante explícitamente comunicado al ocupante del trono durante la ceremonia del alzamiento del rey para determinar a los naturales del país y al «ombre de otra tierra, ó de estranio logar ó de estranio lengoage» a la hora de nombramientos de cargos.
Más aún pasa expresamente a ser identificado ya desde 1329, en las Cortes de Olite, como la lengua oficial del reino, siendo designada en la documentación como lengoage de Navarra, expresamente vuelta en 1350, durante la coronación real de Carlos II, scripta in ydiomate [Navarre] terre, o en 1390, durante la coronación de su sucesor, Carlos III, ydiomate Navarre terre. De manera singular, tanto el Fuero General de Navarra, obra cumbre del derecho privado navarro medieval, como sus amejoramientos están escritos en romance navarro.
A partir del siglo XV el contacto del romance navarro con el idioma castellano iría produciendo un fenómeno de convergencia entre las dos lenguas, fenómeno que desembocaría ya en el siglo XVI en su completa sustitución por el castellano.

## Contexto documental

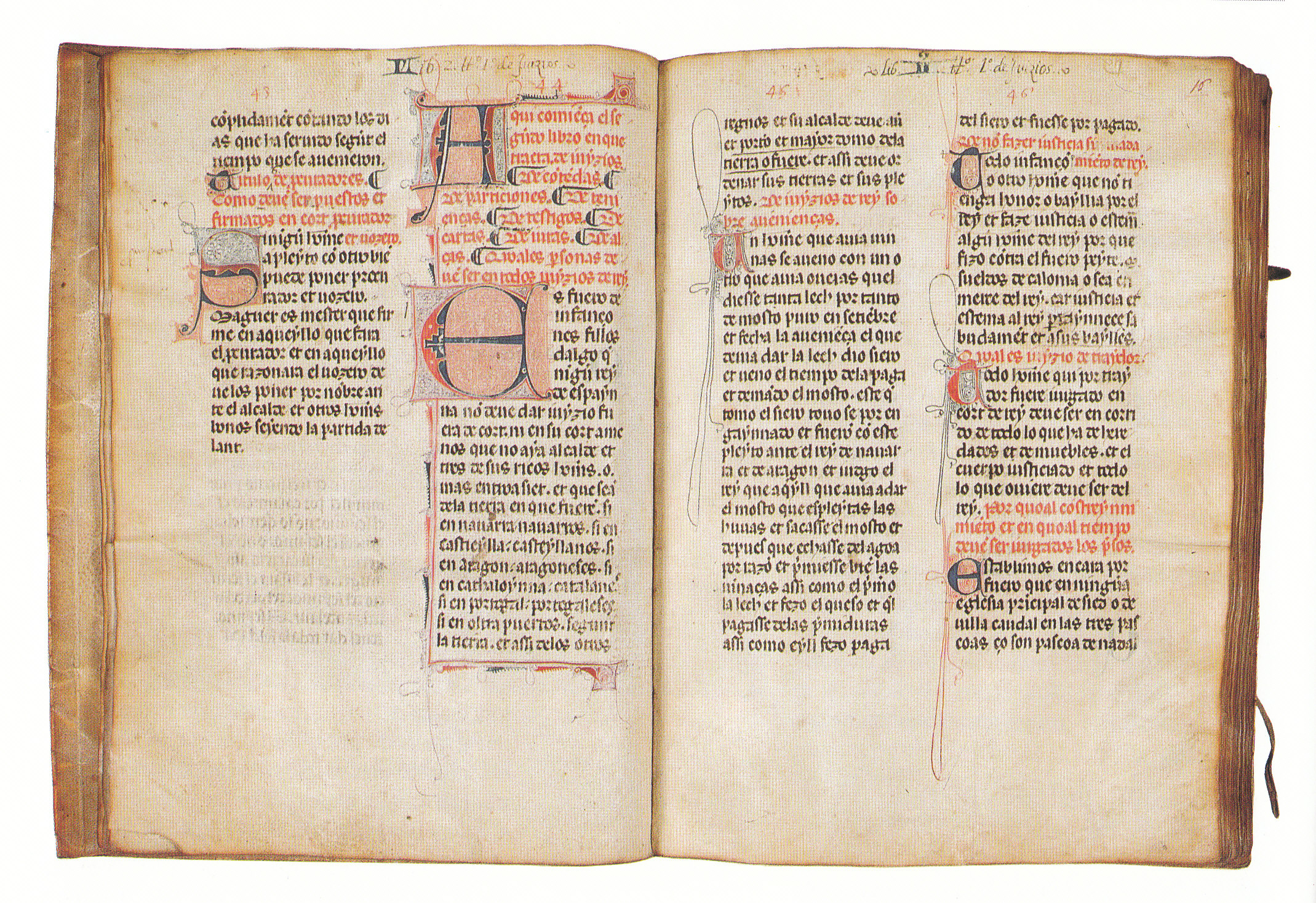
Códice del Fuero General de Navarra, escrito en romance navarro. Archivo Real y General de Navarra.

Además del Liber Regum, «la primera crónica hispana escrita en lengua vernácula y quizá el primer escrito romance de las letras hispánicas», de la Crónica d’Espayña, de García de Eugui, de la Crónica, de Garcí López de Roncesvalles, y de la Crónica de los Reyes de Navarra, del Príncipe de Viana, hay que mencionar las noticias genealógicas que recogen, en su final, algunos manuscritos del Fuero General de Navarra. Con la denominación de Corónicas navarras han sido editadas por Antonio Ubieto Arteta, para quien estos breves textos tuvieron vida independiente, anterior a su inclusión en la compilación legal.
También hay que citar en este apartado la relación Desde Estella a Sevilla. Cuentas de un viaje (1352).

El manuscrito titulado Libro de las generaciones con una letra del siglo XVI, copia una obra de Martín de Larraya que fue escrito entre 1258 y 1270. Su valor histórico y literario es escaso, pero el lingüístico, por contra, es más interesante ya que contiene un texto relativamente temprano pero la copia es tardía y todavía en ella persisten «con intensidad múltiples rasgos del dialecto navarro, por cuanto desde fines del siglo xv —y aun antes— la lengua de la documentación navarra aparece profundamente castellanizada.» Lo mismo sucede generalmente con otros textos históricos navarros contemporáneos de este: la Crónica de los Reyes de Navarra, de Diego Ramírez de Ávalos de la Piscina o en la Suma de las crónicas de Navarra de autor anónimo.

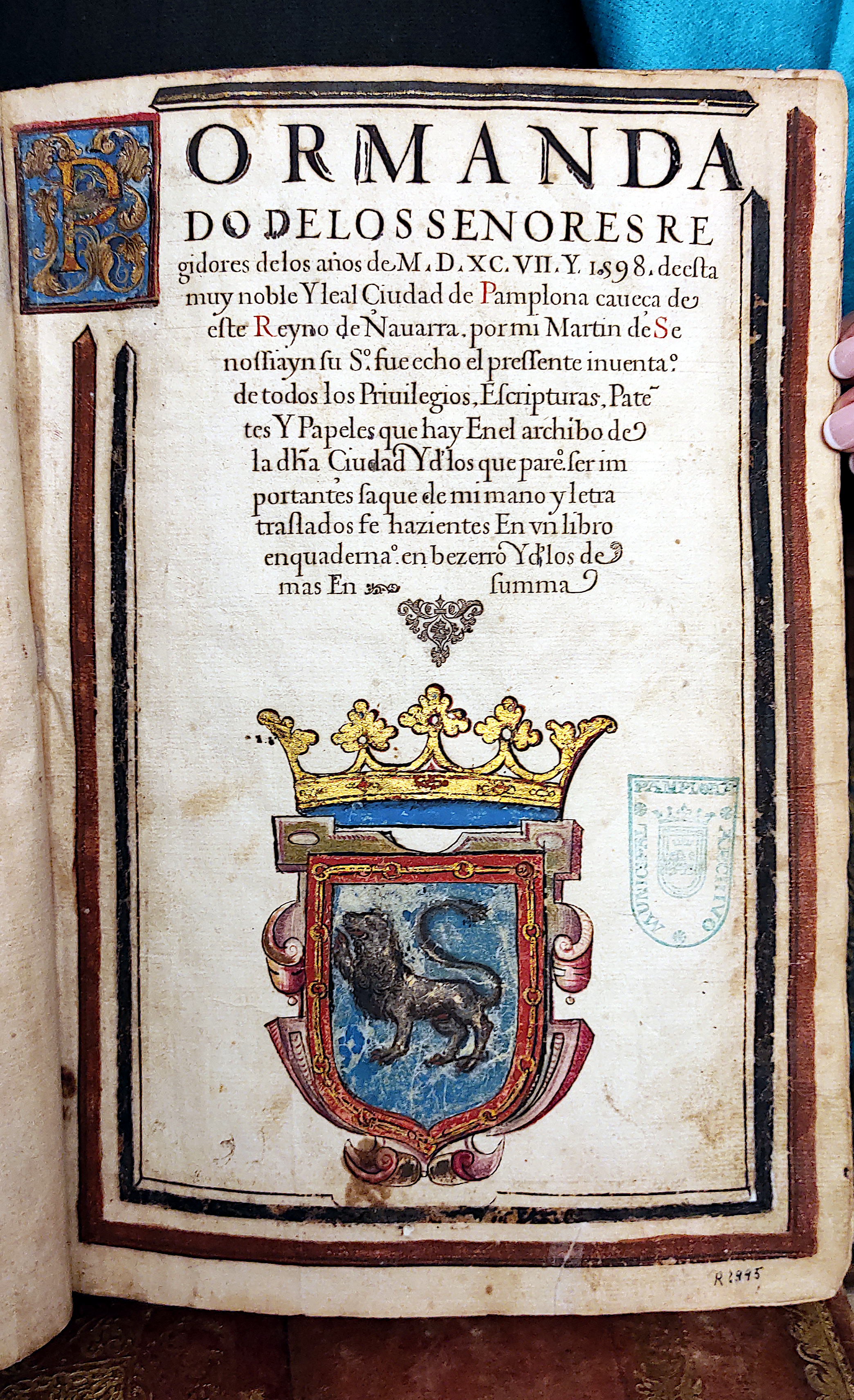
Privilegio de la Unión (1423) redactado en romance navarro

## Pervivencias
Al igual que ocurre con el área en la que antiguamente se hablaba aragonés y que experimentó un proceso de castellanización, el léxico y las hablas castellanas del centro, sur y este de Navarra han mantenido hasta fecha reciente o conservan hoy en día rasgos identificativos del romance navarro, como la aversión a las palabras esdrújulas.
Específicamente son achacables a la pervivencia de formas lingüísticas del navarro las siguientes:
- En la redolada de Eslava los más viejos usaban de jóvenes la desinencia -i para la primera persona del pretérito imperfecto, igual que en ansotano actual. Ejemplo: teníai.
- El navarrismo más extendido es el antropónimo Javier (Xabier, Xavier), adaptado a muchas lenguas occidentales, proveniente del euskera Etxeberri ‘casa nueva’.
- En derecho foral navarro todavía existe el término dominio concellar y las vecindades foranas.
- Es posible que el gentilicio salacenco de los habitantes del Valle de Salazar sea de origen navarro, igual que la pervivencia de la denominación de Selva de Irati, que en castellano sería bosque, porque perdió el uso de selva para esta clase de formación vegetal desde antiguo.

## Descripción lingüística

### Ortografía
- El diptongo -ua- se escribía -oa-: coal, coatro, jegoa.
- Los fonemas palatales /ɲ/ (ñ) y /ʎ/ (ll) se representaban mediante i antepuesta (-in-, -ill-, -yll-): castieyllo, castieillo, sieillo.

### Fonética
- Mayor tendencia a perder la -e final:
  - Etxe (o etxa- en compuestos) Berri ("Casa nueva" en euskera) > Exavierre (1091) > Xavier, (y otras variantes desde 1102).
  - Sin embargo, igual que en el Fuero de Teruel, no se producía en los adverbios terminaciones en -ment porque, en romance navarro tenían una r intermedia: -MENTE > -mentre.
- No se registran evoluciones de -LL- en -t- o -ch-, etcétera del tipo de la che vaqueira.
- Se conserva el grupo latino -MB-, que en aragonés y español evolucionan a -m-: palomba, ambos.

## Morfología
El demostrativo masculino singular es esti o aquesti en lugar de est(e) o aquest(e), coincidiendo con el aragonés hablado en Calatayud, Daroca, Teruel y Albarracín. De hecho estas formas están documentadas en la versión romance del Fuero General de Navarra y también en textos del siglo XV, lo que no es extraño porque los navarros intervinieron en la repoblación de esta zona; en esto también coincide con el riojano. En los documentos del Monasterio de Irache se documenta esti, pero no aquesti.